# Герб Донецка
Герб Донецка (укр. Герб Донецька) — официальный геральдический символ города Донецка Донецкой области Украины, утверждённый 5 июля 1995 года. Также изображён на флаге Донецка.

## Псевдогерб Юзовки
Юзовка не имела своего герба, но существует распространённое мнение, что изображение двух гномов, держащих щит с перекрещивающимися молотками, являлось гербом города. Это изображение было опубликовано в книге Теодора Фридгута «Юзовка и революция», а затем было использовано донецкой газетой «Город» в качестве логотипа в 1992 году. Но это изображение просто состоит из символов горнорудного дела. Рисунок с гномами впервые появился в 1875 году на обложке издававшегося Горным ученым комитетом в Санкт-Петербурге «Горного журнала».

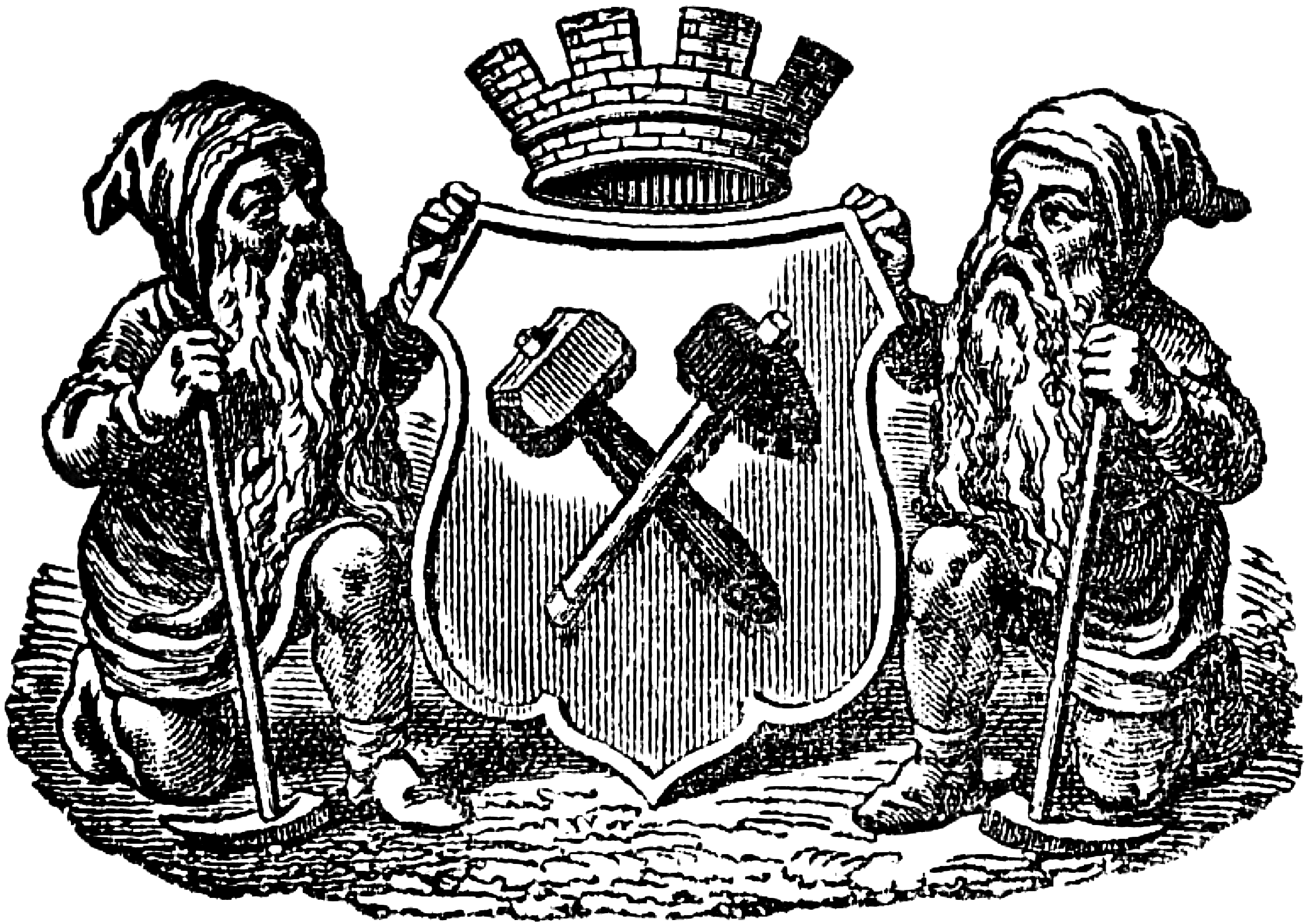
Эмблема с обложки «Горного журнала»

## Проект Макаренко
До принятия официального герба на здании Донецкого обкома партии (сейчас в этом здании располагается Ворошиловский райисполком) висело подобие герба, нарисованное главным художником Ленинского района Игорем Логиновичем Макаренко. На нём были изображены роза (по центру) и уголь. Этот вариант не был принят в качестве официального герба.

## Версия 1968 года

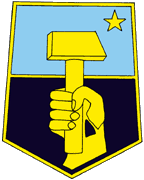
Эмблема Донецка (версия 1968 года — фаланга большого пальца идёт вдоль рукоятки молотка)

Герб (эмблема) Донецка был разработан и утверждён решением горисполкома 6 июня 1968 года № 12/203 в связи со столетием города. Автор — скульптор Леонид Бринь. В серебряно-чёрном щите изображена выходящая из нижней кромки золотая кисть правой руки, которая держит золотой горный молоток. Первоначально фаланга большого пальца руки, держащей молот, располагалась вдоль рукоятки молота. Золотая пятиконечная звезда в левом верхнем углу символизировала советскую власть.
Автором общей идеи руки с молотом (на первоначальном гербе Донецка), которая стала центральным объектом на сегодняшнем официальном гербе, является Георгий Эттинг, уроженец соседнего с Донецком крупного города, со временем ставший дончанином. А Леонид Бринь доработал проект Георгия Эттинга.
Некоторое время после принятия официального герба использовался его вариант с розой вместо молота.

## Версия 1995 года
В 1990-е годы проводился конкурс на новый вариант герба. 5 июля 1995 года была утверждена новая версия герба. Герб в основном повторяет версию 1968 года, но поменялась его символика. Если объяснительная часть предыдущего герба говорила о том, что герб утверждает коммунистические идеалы советской власти, то в новой версии советская идеология была заменена на нейтральные символы.
Щит герба стал лазурно-чёрным. Верхнее поле щита лазурного цвета символизирует величие и красоту архитектурного и растительного облика города. Нижнее поле чёрного цвета символизирует богатые природные запасы и интенсивную разработку каменного угля.
Художник-медальер, заслуженный деятель искусств Украины Ефим Харабет предложил использовать в качестве щитодержателей фигуры монумента «Твоим освободителям, Донбасс»: слева — шахтёр в рабочей одежде, левой рукой опирающийся на отбойный молоток, правая рука отведена в сторону на фоне золотой лавровой ветви; справа — солдат в военной шинели с каской на голове, держащий правой рукой меч остриём вниз, левая рука поднята вверх на фоне дубовой ветви. Обе фигуры серебряные. Композиция увита чёрно-голубой лентой. Сверху щита расположена золотая корона с пятью башенками, на которой написаны цифры «1869» — год основания города. Снизу щит обрамлён двумя положенными накрест золотыми ветвями розы, между которыми на красной муаровой ленте золотыми буквами написано название города: «Донецк».
Рабочая рука, крепко держащая высоко поднятый молот, символизирует, что город — один из крупнейших индустриальных центров страны. Золотая пятиконечная звезда символизирует бережливое отношение к богатствам, созданным природой и трудом народа, могущество, справедливость и веру в лучшее будущее.
Герб Донецка изображён также на флаге Донецка.

Монумент «Твоим освободителям, Донбасс» выбран в качестве щитодержателей в гербе Донецка
Большой герб Донецка (версия 1995 года)
Малый герб Донецка (версия 1995 года)
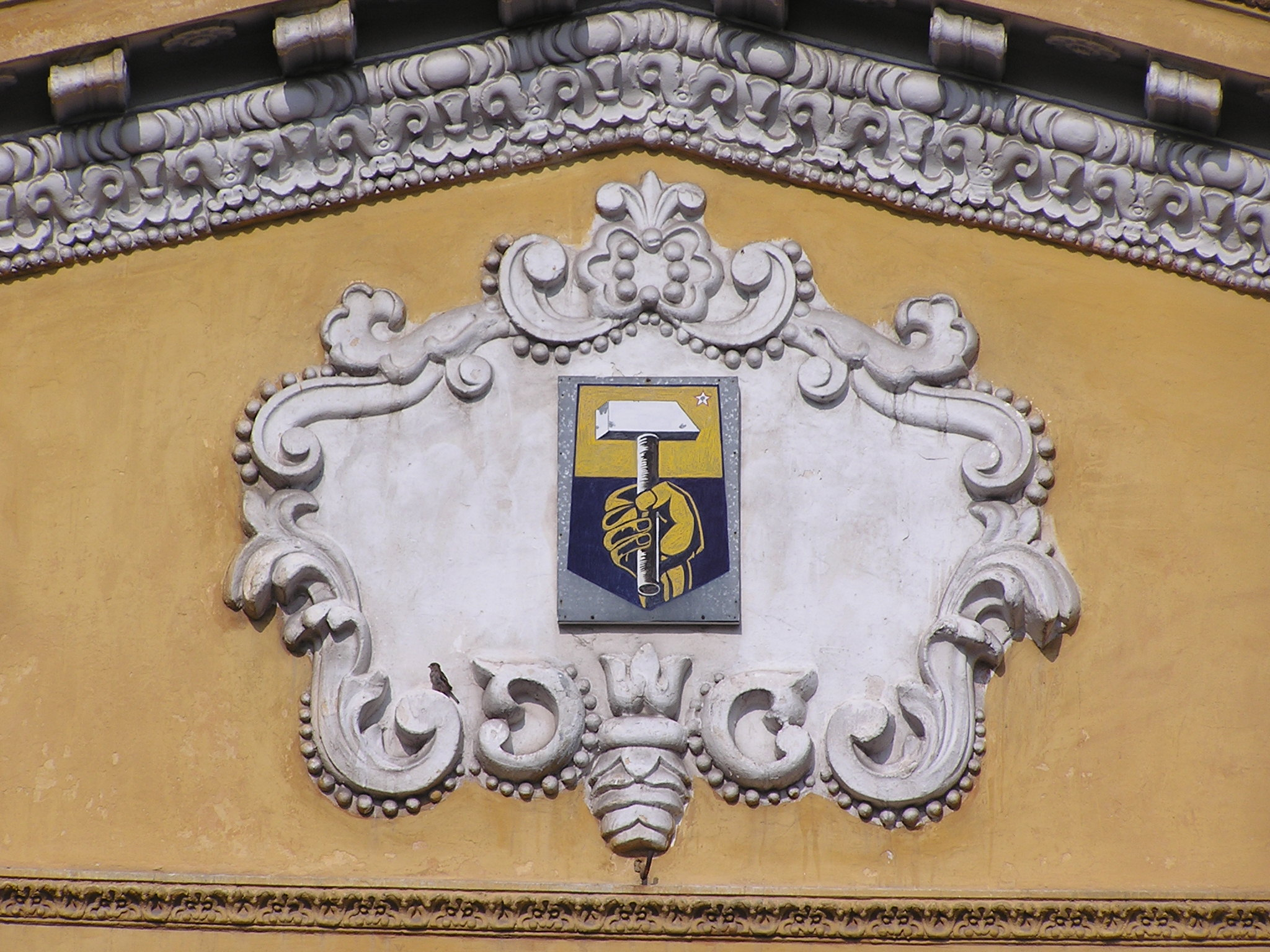
Герб Донецка на фасаде Дворца спорта «Шахтёр»
герб Донецка изображён на флаге Донецка
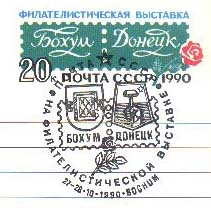
Гербы Донецка и Бохума на специальном гашении к филателистической выставке «Бохум — Донецк» (1990)

## См.также
- Флаг Донецка